# Accelerometrie
Accelerometrie (von Akzeleration = Beschleunigung) ist eine Methode der Bewegungsmessung durch Auswertung des von einem Beschleunigungssensor gelieferten Signals. Demgegenüber verwendet die einfache Aktimetrie (auch: Aktigrafie) mechanische Zähler und elektromechanische Sensoren zur fortlaufenden Bewegungsregistrierung oder Videoaufnahmen zur Aufzeichnung von Bewegungsfolgen.
Die Accelerometrie hat zahlreiche Anwendungsgebiete in Physik, Technik und Raumfahrt, aber auch in vielen medizinischen Disziplinen: Arbeitsmedizin und -Physiologie, Sportbiomechanik, Sportphysiologie, medizinischen Rehabilitation und sogar in der Psychophysiologie und einigen Verhaltenswissenschaften.

## Methodik
Zur Messung von Bewegung gibt es technisch mehrere Möglichkeiten (siehe Beschleunigungssensor, Sportbiomechanik). Häufig werden miniaturisierte, aus Silicium gefertigte piezoelektrischer Beschleunigungssensoren verwendet, welche die von einer Beschleunigung verursachten Druckschwankungen in elektrische Signale umwandeln. Kleine, robuste Sensoren haben nur wenige Gramm Masse und eine hohe Empfindlichkeit bei guter Auflösung des Signals. Neuere piezoresistive und piezokapazitive Sensoren liefern ein Signal, das nicht nur die Beschleunigung, sondern auch die Inklination des Sensors (Lage in Bezug zur Gravitation) zeigen. Bei horizontaler oder vertikaler Lage unterscheiden sich die Gleichspannungs- (DC-)Anteile des Signals, folglich kann auch die Position des Körpers im Raum bestimmt werden. Gyrosensoren können auch die Winkelbeschleunigung messen. 
Ein Beschleunigungssensor reagiert nur in einer Dimension mit maximaler Empfindlichkeit, so dass zwei oder drei Sensoren kombiniert werden müssen, um Bewegungen in der Ebene oder im dreidimensionalen Raum erfassen zu können. Für viele Zwecke reichen Messungen in einer oder zwei Dimensionen (Achsen) aus, während das menschliche Bewegungsverhalten in den drei räumlichen Dimensionen (Ebenen) zu messen ist.
Für medizinische und psychophysiologische Untersuchungen sind heute für die fortlaufende Messung, Aufzeichnung und unmittelbare Auswertung in Echtzeit (real time-Analyse) kleine Mess- und Speichergeräte (recoder/analyzer-Systeme) verfügbar, die sogar unter Alltagsbedingungen eingesetzt werden können (siehe ambulantes Assessment).
Bei genaueren medizinischen Untersuchungen wird die Elektromyographie (EMG) verwendet, um die muskuläre Aktivität zu registrieren. Videoaufnahmen eignen sich dagegen, wenn es auf komplizierte Bewegungsabläufe oder die ganzheitliche Koordination ankommt. 
Im Unterschied zu den an Körpern befestigten Accelerosensoren dienen die Bewegungsmelder dazu, Bewegungen in der näheren Umgebung zu entdecken und dann automatisch eine Beleuchtung einzuschalten oder einen Alarm auszulösen. Andere Techniken der Bewegungserfassung wurden entwickelt, um Bewegungen mittels Kamera oder Bodysuit (Ganzkörperanzug) aufzunehmen und computer-gestützt zu verarbeiten (siehe Bewegungsmessung bzw. Motion-Tracking, Motion Capture, Animation, Filmtechnik).

## Anwendungen

### Accelerometrie in technischen Systemen
Die Beschleunigungs- bzw. Bewegungsmessung mit Accelerometern hat zahlreiche Einsatzmöglichkeiten gefunden, die vom Maschinenbau, Aufzugstechnik, Alarmanlagen, Autoelektronik, Inertial-Navigation, Satelliten- und Raketentechnik bis zu Geophysik und Erdbeben-Monitoring reichen (siehe Beschleunigungssensor).

### Accelerometrie in der Biologie
Schwieriger als in der Technik ist die Bewegungsanalyse bei Menschen und Tieren. Aufgrund der jeweiligen Verhaltenssituation und wegen der individuellen Unterschiede des Körperbaus existiert eine hohe Variabilität der Bewegungsmuster. Deshalb sind ein optimaler Untersuchungsablauf und eine genaue sekundäre Signalverarbeitung mit Mustererkennung und mit statistischen Vergleichen notwendig.

### Accelerometrie des menschlichen Bewegungsverhaltens
Die fortlaufende Messung von Körperposition, Bewegungsmustern und körperlicher (motorischer) Aktivität (Motorik: Grob- und Fein-Motorik, Lokomotorik, Gestik, Mimik) ist eine grundlegende Aufgabe verhaltenswissenschaftlicher Methodik:
- die Erkennung (Detektion) von Änderungen der Körperposition, z. B. Liegen, Sitzen, Stehen, und von typischen Bewegungsmustern wie Gehen, Treppen steigen, Fahrrad fahren;
- die Unterscheidung spezieller Bewegungen, z. B. Finger- und Armbewegungen, Werkzeuggebrauch, Gesten, Kopfbewegungen wie das Kopfnicken während einer Unterhaltung;
- die Diagnose und fortlaufende Registrierung von Bewegungsstörungen, z. B. Tremor der Hand bei Parkinson-Krankheit oder das Restless-Legs-Syndrom;
- die Überwachung von Fitnesstraining und sportlicher Aktivität, Mobilisierung von motorisch behinderten Patienten sowie die Bewährungskontrolle von Rehabilitationsmaßnahmen bei Patienten mit Störungen der Körperhaltung und Motorik;
- die Messung des 24-Stunden Aktivitätsniveaus mit den Abschnitten körperlicher Aktivität und Bettruhe (Schlaf) und die möglichst repräsentative Erfassung der Bewegungsaktivität als Index des Stoffwechsels (Energieaufwands).

Durch Accelerometrie ist über die kontinuierliche Aktivitätsmessung (Aktimetrie) hinaus die zuverlässige Erfassung von Körperposition, Bewegungsmustern und Bewegungsstörungen möglich. Diese Fortschritte der Bewegungsmessung wurden durch die Entwicklung neuer piezoresistiver Beschleunigungssensoren, die auch deren Lage zur Gravitationsachse erkennen lassen, durch miniaturisierte digitale Rekorder für Mehrkanal-Aufzeichnungen und durch moderne Methoden der Signalfilterung, Amplituden-Frequenz-Analyse und der statistischen Analyse (Mustererkennung) erreicht. Bei geeigneter Platzierung reicht bereits ein kleines Sensorsystem mit drei Achsen für die Dimensionen des Raums aus, um die wichtigsten Lage- und Bewegungsunterschiede zuverlässig zu erkennen, wobei nur wenige Prozent Fehlklassifikationen vorkommen. Zusätzliche Sensoren sind zur Detektion spezieller Tätigkeiten oder Bewegungsstörungen erforderlich (multiple Accelerometrie). Die Methodik kann den speziellen motorischen Symptomen und dem individuellen Bewegungsstil individuell durch eine Testregistrierung (Kalibrierung) und durch statistischen Vergleich mit den später erfassten Bewegungsmustern gut angepasst werden. Die Accelerometrie ist eine gut bewährte Methodik, für die zahlreiche Anwendungsgebiete in der Psychologie und Medizin existieren.